# Vada (Vega de Liébana)
Vada es una localidad perteneciente al municipio de Vega de Liébana (Cantabria, España). Está situado a 550 metros de altitud, en el centro de un valle donde confluyen tres arroyos. Dista dos kilómetros de la capital municipal, La Vega. En 2008 tenía una población de 13 habitantes (INE). En el siglo XIX aparecía escrito como Bada.
La iglesia parroquial, bajo la advocación de Nuestra Señora de la Piedad, es un templo de una nave y espadaña de mampostería románica, del siglo XIII. Existe aquí molinos que represan el agua. En algunas casas de esta localidad están los escudos de armas de Bustamante, De la Lama y Cossío.